# Genouillé (Charente-Maritime)
Genouillé é uma comuna francesa na região administrativa da Nova Aquitânia, no departamento de Charente-Maritime. Estende-se por uma área de 34,41 km². Em 2010 a comuna tinha 913 habitantes (densidade: 26,5 hab./km²).